# Algésiras
Pour les articles homonymes, voir Algésiras (homonymie).
Algésiras (en espagnol Algeciras ; en arabe الجزيرة الخضراء, Al-Jezirah al-Khadra, « l'île verte ») est une ville du sud de l'Espagne, appartenant à la province de Cadix et à la communauté autonome d'Andalousie.
Algésiras est la 12e ville la plus peuplée d'Andalousie, et la 56e d'Espagne. Ville principalement orientée vers l'industrie, elle est connue pour son port qui est, avec 94,93 millions de tonnes de marchandises, le 1er du pays et le 4e d'Europe derrière Rotterdam, Hambourg et Anvers, mais devant Marseille.
La ville est très connue des Marocains résidant en Europe qui y prennent généralement le ferry vers Tanger.
C'est, par conséquent, un lieu de passage assez fréquenté dû aux personnes qui prennent le ferry et aux bateaux de marchandises venant accoster au port tous les jours.

## Géographie

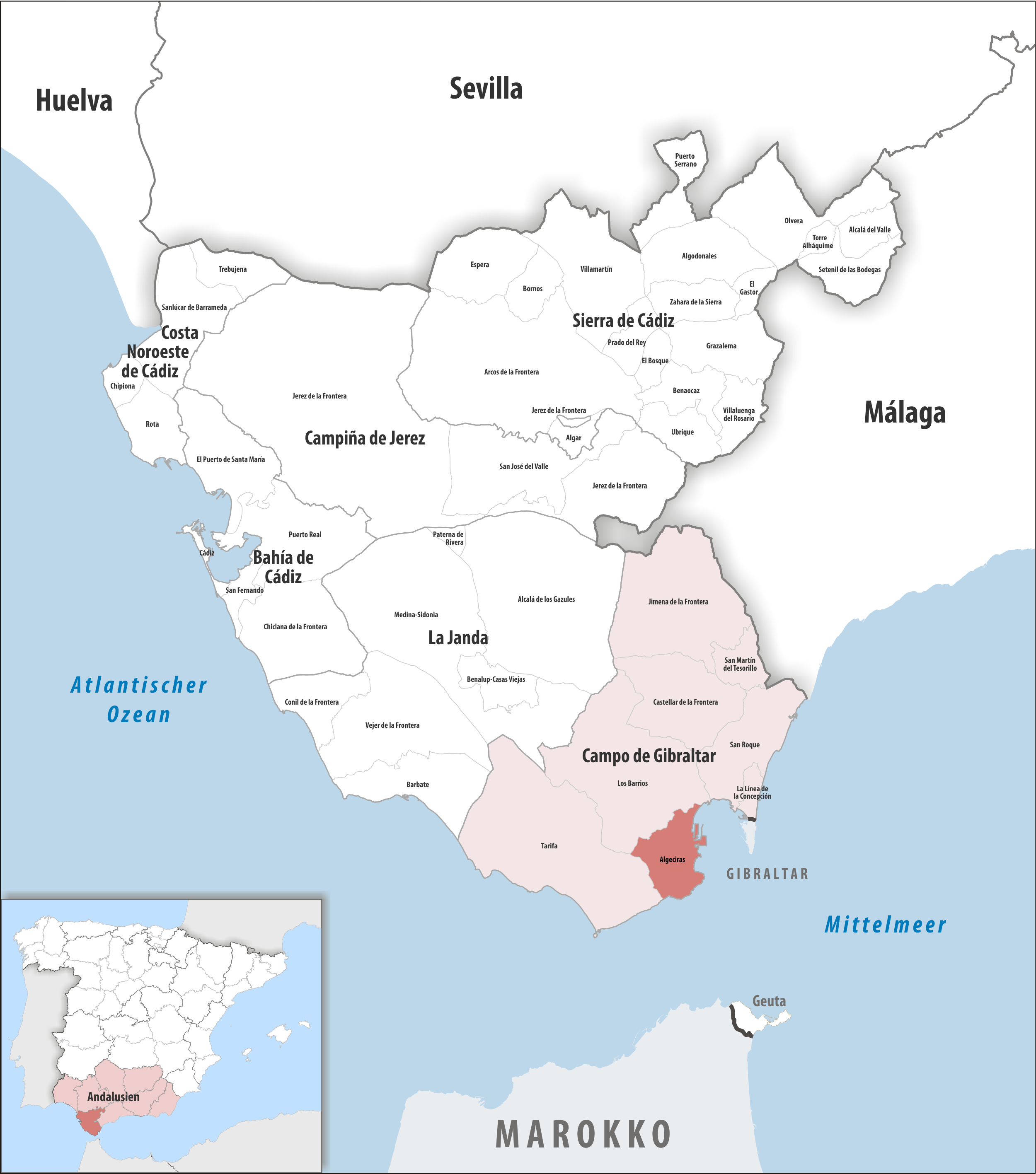
Algésiras dans la province de Cadix / en Andalousie

### Situation
Algésiras se trouve à l'extrême sud de l'Espagne, à l'extrémité Est du détroit de Gibraltar qui le sépare du Maroc. Elle borde la baie de Gibraltar à l'ouest et fait face à la ville britannique de Gibraltar et à la ville espagnole de La Línea de la Concepción qui ferment la baie à l'est.
Cadix est à 103 km nord-ouest ;
Malaga à 136 km nord-est ;
Séville à 184 km nord.
Administrativement, elle est dans la comarque Campo de Gibraltar, province de Cadix, communauté autonome d'Andalousie.

### Accès et transports
Algésiras dispose d'un important réseau routier vers Séville et Malaga. L'Autoroute espagnole A-7, appelée l'autoroute de la Méditerranée, part d'Algésiras et borde la mer jusque Barcelone. L'autoroute espagnole A-48 relie Cadix à Algésiras en passant par Vejer de la Frontera et Tarifa.
Algésiras est également le terminus de l'autoroute AP-7 qui part de La Jonquera à la frontière française, et mesure 1 380 km, celle-ci correspond à la route européenne E15 qui part d'Inverness au Royaume-Uni et qui traverse l'Europe sur 3 610 km.
Des bus permettent le déplacement à l'intérieur et à l'extérieur de la ville. La gare routière (estación de autobuses San Bernardo) permet également d'effectuer des longs trajets :
- Portillo: Benalmádena, Cadix, Estepona, Fuengirola, Grenade, Malaga, Marbella, San Roque, Manilva, San Fernando, San Pedro de Alcántara, Torremolinos.
- Comes: Algatocín, Barbate, Cadix, Chiclana de la Frontera, Conil de la Frontera, El Puerto de Santa María, Jerez de la Frontera, Marbella, Malaga, Puerto Real, Ronda, Rota, San Fernando, Séville, Vejer de la Frontera, Zahara de los Atunes.
- Linesur: Alcalá de los Gazules, Dos Hermanas, El Cuervo de Sevilla, Jerez de la Frontera, Los Palacios y Villafranca, Medina-Sidonia, Séville.
- Alsina Graells: Almería, Cordoue, Grenade, Jaén, Malaga.
- ALSA: Murcie, Alicante, Elche, Valence, Tarragone, Barcelone.
- Daibus: Madrid.
- Dainco: Cáceres, La Corogne, Ferrol, Mérida, Orense, Pontevedra, Salamanque, Séville, Vigo, Zamora.

### Façade maritime

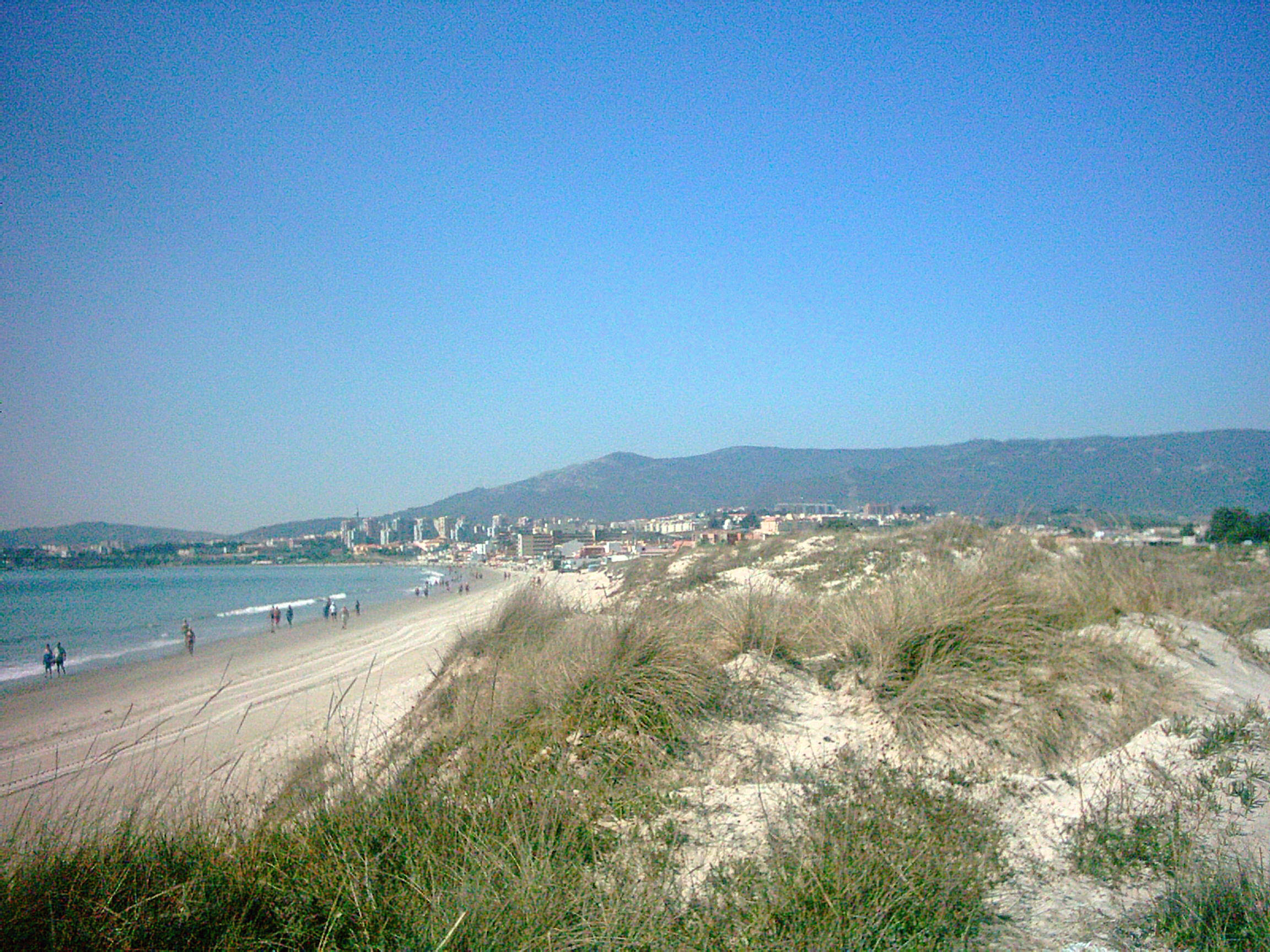
La playa del Rinconcillo.

Le littoral abrite plusieurs plages dont la plage de Rinconcillo (es) au nord et la plage de Getares (es) au sud. Entre les deux, le bord de mer est principalement occupé par les installations portuaires.

### Climat
Le climat à Algésiras est un climat de transition entre les climats océanique et méditerranéen. Les amplitudes thermiques sont faibles, avec des hivers plus doux que dans le reste du pays, et des étés relativement frais. Le territoire est fortement soumis aux vents, qui rendent le temps très changeant, en particulier en hiver. Les précipitations sont réparties de façon irrégulière dans l'année, avec de fortes pluies en hiver et des étés assez secs. Algésiras est également l'une des villes les plus ensoleillées d'Espagne.
| Mois                              | jan.  | fév.  | mars  | avril | mai  | juin | jui. | août | sep. | oct. | nov.  | déc.  | année |
| --------------------------------- | ----- | ----- | ----- | ----- | ---- | ---- | ---- | ---- | ---- | ---- | ----- | ----- | ----- |
| Température minimale moyenne (°C) | 11,1  | 11,1  | 12,2  | 13,3  | 15,6 | 17,8 | 20   | 20,6 | 20   | 16,7 | 13,9  | 12,2  | 15,4  |
| Température moyenne (°C)          | 13,6  | 13,9  | 15    | 16,1  | 18,7 | 21,1 | 23,6 | 24,2 | 23,1 | 19,2 | 16,4  | 14,5  | 18,3  |
| Température maximale moyenne (°C) | 16,1  | 16,7  | 17,8  | 18,9  | 21,7 | 24,4 | 27,2 | 27,8 | 26,1 | 21,7 | 18,9  | 16,7  | 21,2  |
| Record de froid (°C)              | 1     | 4     | 2     | 7     | 6    | 14   | 14   | 12   | 12   | 11   | 6     | 1     | 1     |
| Record de chaleur (°C)            | 23    | 24    | 27    | 31    | 31   | 35   | 41   | 37   | 33   | 31   | 29    | 25    | 41    |
| Précipitations (mm)               | 121,9 | 106,7 | 106,7 | 66    | 38,1 | 10,2 | 0    | 2,5  | 25,4 | 76,2 | 149,9 | 132,1 | 835,7 |

## Histoire

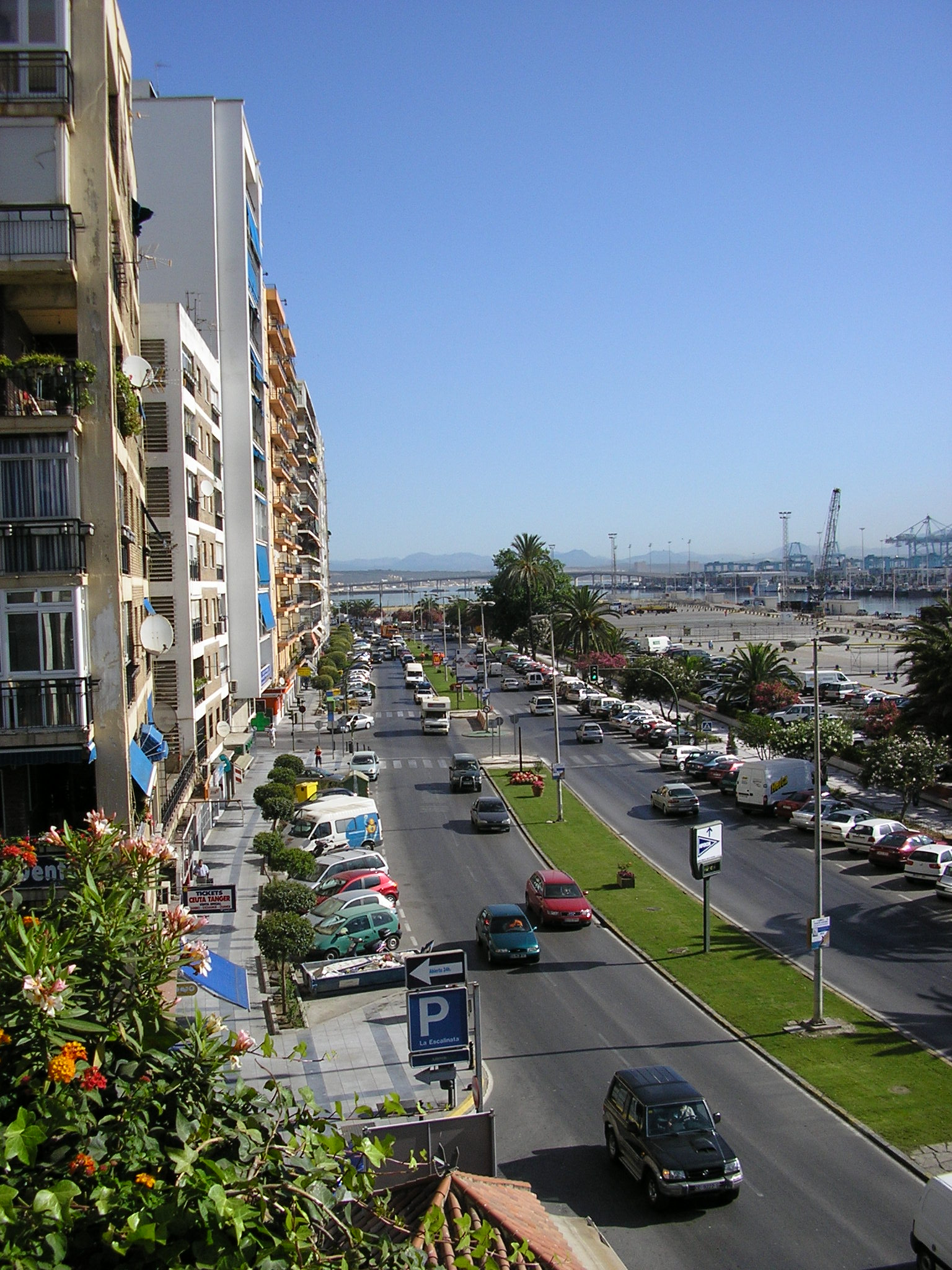
L'avenue Virgen del Carmen, l'une des plus importantes rues de la ville.

Habitée sans interruption depuis l'homme de Néandertal, Algésiras a été une ville importante depuis l'époque phénicienne. Les Romains ont fondé trois villes sur l'emplacement actuel de la ville : Julia Traducta, Cætaria (l'actuel Getares) et Portus Albus. Algésiras a souffert de la chute de l'Empire romain et des invasions germaniques dont les Vandales.
Conquise par le royaume wisigoth, temporairement reprise par l'Empire romain d'Orient, la cité passe sous domination arabe en 711 lors de la conquête musulmane de la péninsule Ibérique dirigée par Tariq ibn Ziyad. Les musulmans y bâtirent leur première ville sous le nom d'Al-Jezirah (l'île) ou Al-Jezirah al-Khadra الجزيرة الخضراء (« l'île verte »). En 858, Algésiras fut pillée par le chef viking Hasting(Pirates de la flotte algérienne).
Munie d'un excellent port naturel, la ville devint un point stratégique de la péninsule. Elle fut dotée de plusieurs mosquées et protégée par des fortifications. Elle subit de nombreux sièges et fut la ville natale d'Almanzor.
Elle devient  castillane après sa conquête en 1342 sur les maures par Alphonse XI de Castille, après un siège de deux ans, où les Maures firent usage du canon, encore inconnu en Europe. Conquise à nouveau par les Arabes à l'issue du siège de 1369 (en), elle fut détruite par le roi Muhammad V de Grenade en 1379.
La ville se développa en 1704 grâce à l'afflux des réfugiés espagnols de Gibraltar, qui s'enfuyaient du Rocher dont les Anglais s'étaient emparés.
L'amiral Linois y battit une escadre britannique en 1801 (bataille d'Algésiras).
Du 16 janvier au 7 avril 1906 s'y est tenue la conférence d'Algésiras, concernant la mise sous tutelle du Maroc par les puissances européennes.
Le 25 janvier 2023, un attentat visant des fidèles, édifices (chapelle de San Isidro ainsi que de l'église Nuestra Señora de La Palma) et objets du catholicisme a lieu. Un bilan provisoire fait état d'un mort — un sacristain — et quatre blessés dont un prêtre grièvement.

## Politique et administration

### Conseil municipal
La ville d'Algésiras comptait 121 414 habitants aux élections municipales du 26 mai 2019. Son conseil municipal (en espagnol : Pleno del Ayuntamiento) se compose donc de 27 élus.

### Maires
| Mandat    | Maire | Maire                                                      | Parti | Majorité |
| --------- | ----- | ---------------------------------------------------------- | ----- | -------- |
| 1979-1983 |       | Francisco Esteban Bautista                                 | PCE   | 8 / 25   |
| 1983-1987 |       | Ernesto Delgado                                            | PSOE  | 12 / 25  |
| 1987-1991 |       | Ernesto Delgado                                            | PSOE  | 13 / 25  |
| 1991-1995 |       | Ernesto Delgado                                            | PSOE  | 11 / 27  |
| 1991-1995 |       | Antonio Patricio González García (09/1991)                 | PA    | 8 / 27   |
| 1995-1999 |       | Antonio Patricio González García                           | PA    | 12 / 27  |
| 1999-2003 |       | Antonio Patricio González García                           | PA    | 12 / 27  |
| 2003-2007 |       | Juan Antonio Palacios Escobar Tomás Herrera Hormigo (2005) | PSOE  | 10 / 27  |
| 2007-2011 |       | Tomás Herrera Hormigo Diego Sánchez Rull (2010)            | PSOE  | 13 / 27  |
| 2011-2015 |       | José Ignacio Landaluce                                     | PP    | 16 / 27  |
| 2015-2019 |       | José Ignacio Landaluce                                     | PP    | 14 / 27  |
| 2019-2023 |       | José Ignacio Landaluce                                     | PP    | 13 / 27  |
| 2023-2027 |       | José Ignacio Landaluce                                     | PP    | 16 / 27  |

## Le port

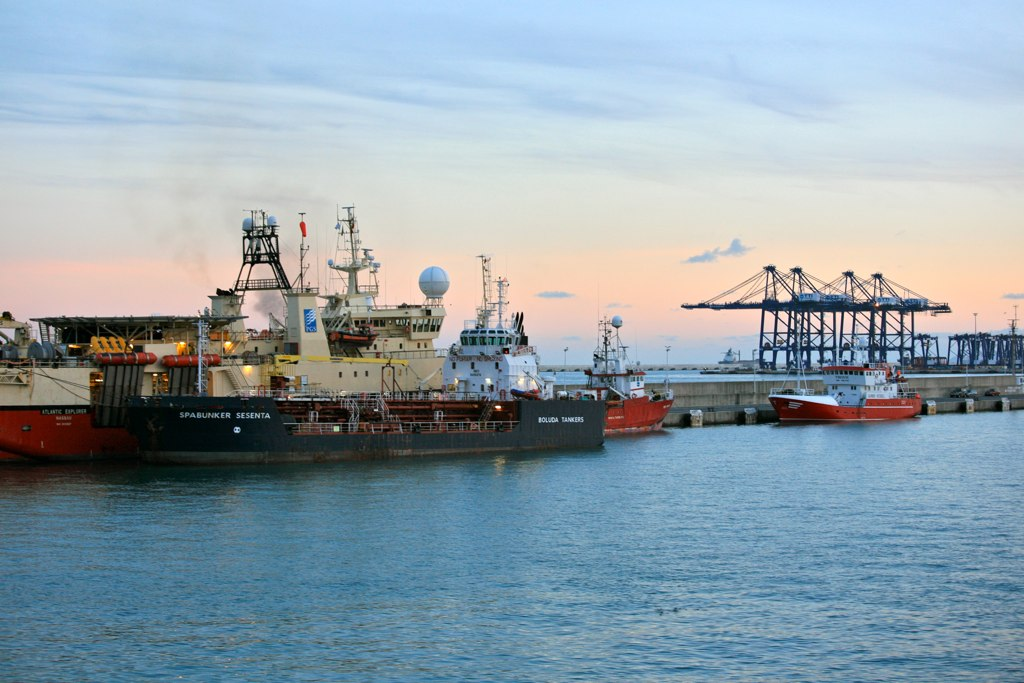
Vue du port d'Algésiras.

Le port d'Algésiras est situé à l'entrée du détroit de Gibraltar. Il assure un important trafic de passagers (4,5 millions par an) et de véhicules (1 million) entre l'Espagne et le Maroc. Le port est très fréquenté par les voyageurs désireux de rejoindre le nord de l'Afrique par la mer (principalement en direction du port de Tanger, au Maroc). Le trafic portuaire s'élève à 94,9 Mt en 2015. Le trafic de conteneurs représente les deux tiers du volume de marchandises en transit. Le port de la baie d'Algésiras connaît une forte croissance de son trafic de conteneurs en raison de sa situation. Avec 3,6 millions EVP échangé en 2011, il est devenu le deuxième port de conteneurs de la mer Méditerranée après Valence (4,3 millions EVP en 2011). C'est un hub, c'est-à-dire un port de transbordement, qui accueille de gros porte-conteneurs sur les lignes reliant l'Europe à l'Asie ou l'Amérique à l'Asie via la Méditerranée et le canal de Suez. Les conteneurs sont ensuite chargés sur des navires plus petits pour atteindre leur destination finale.

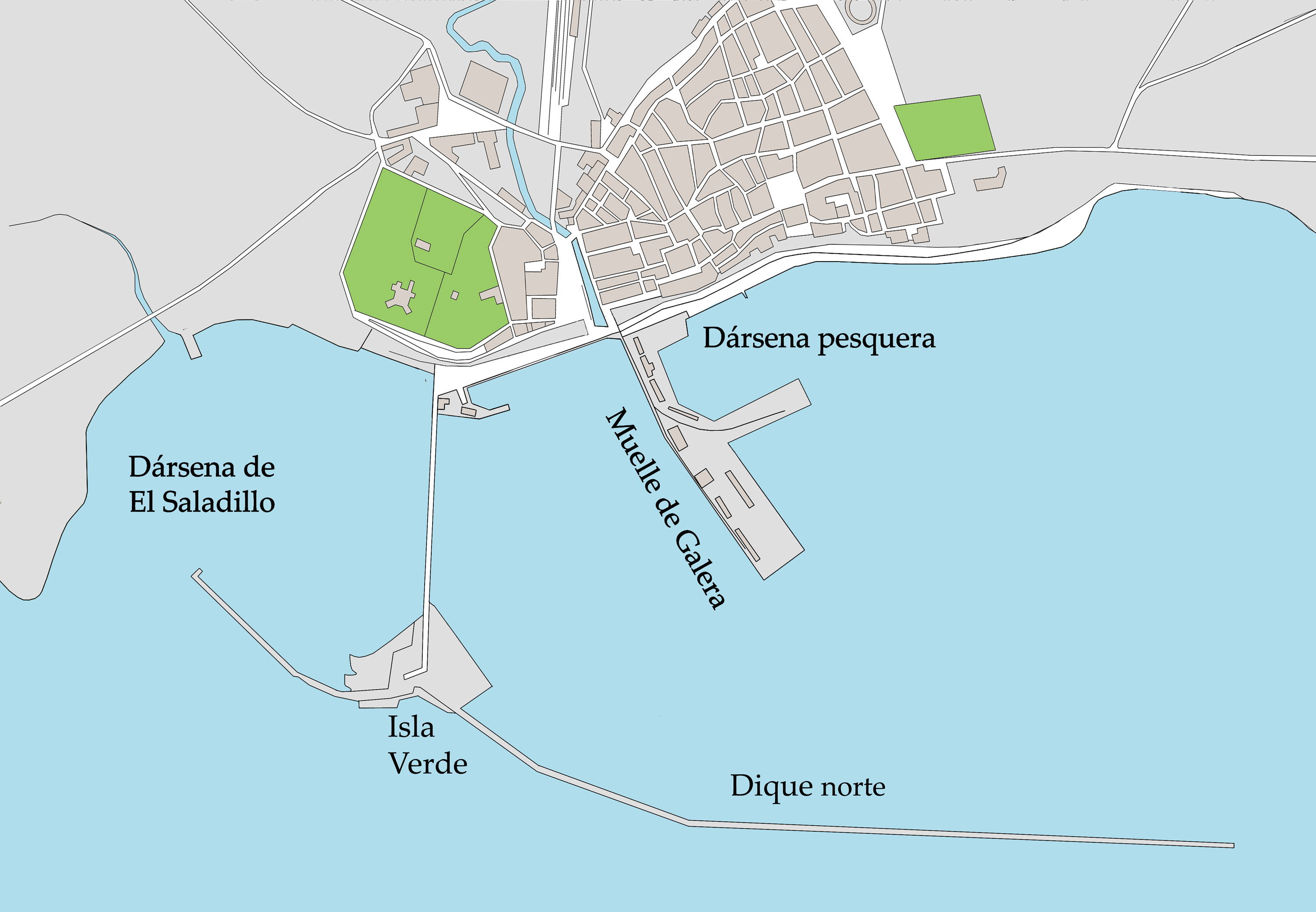
Les installations du port en 1936
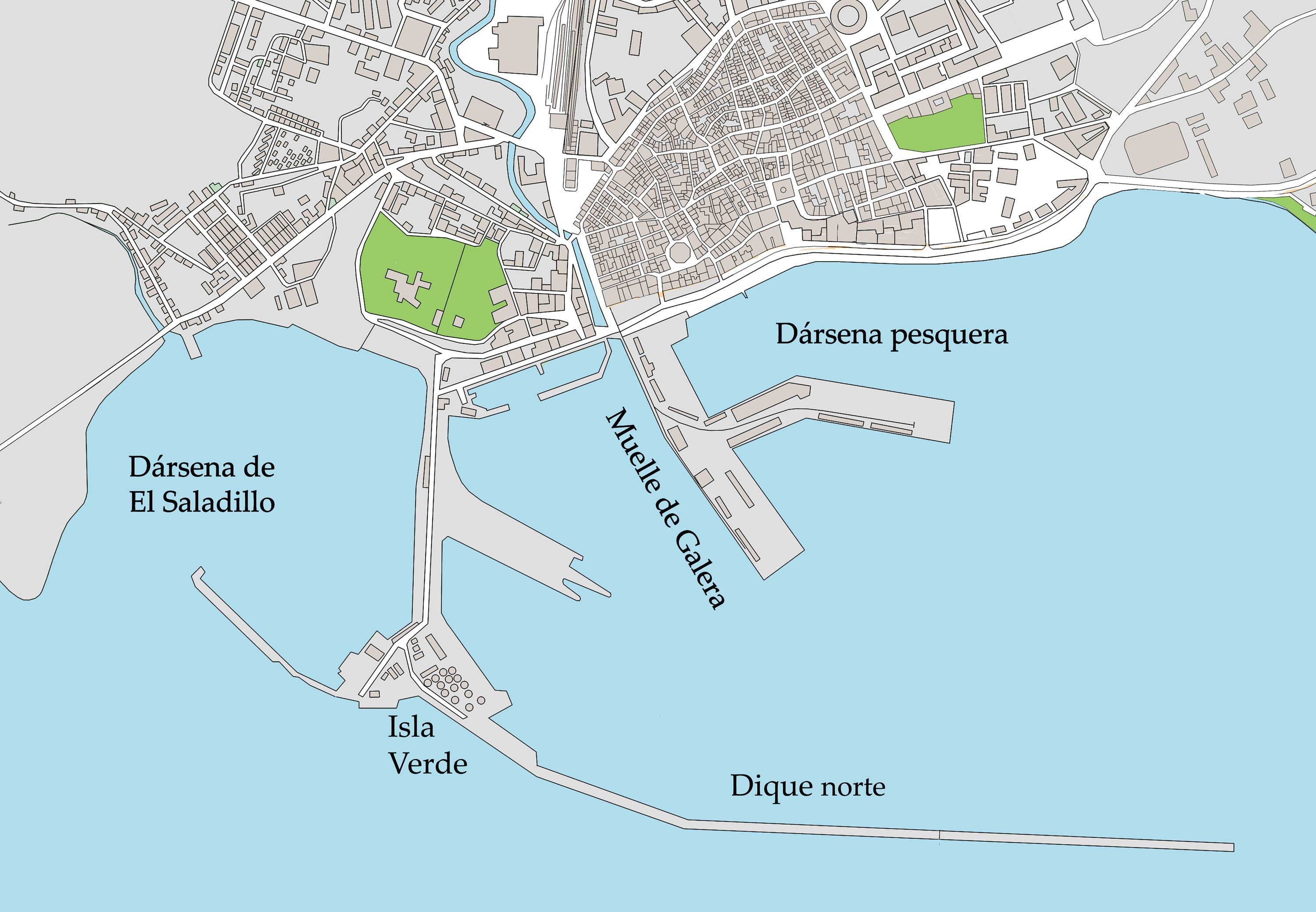
en 1964
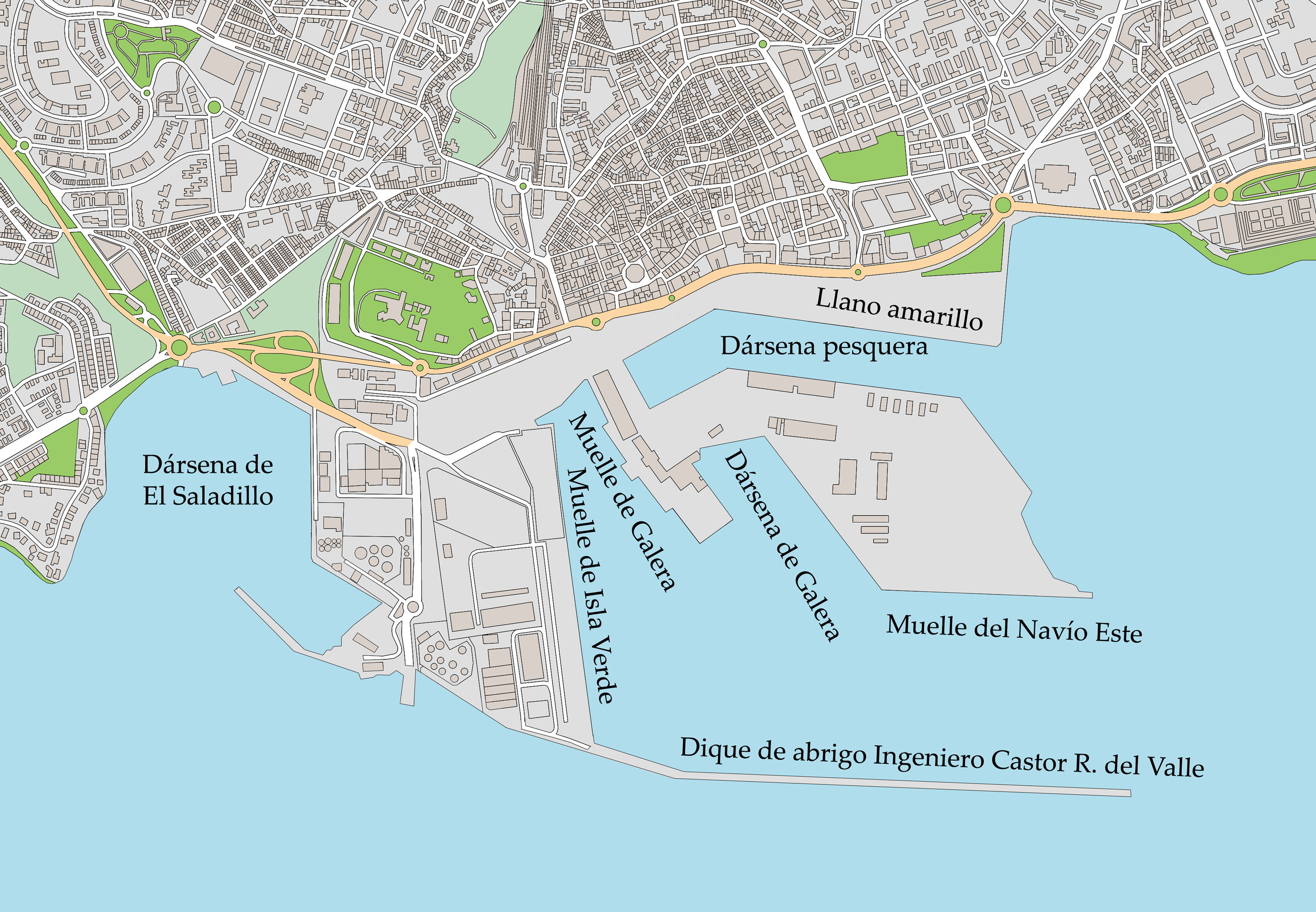
en 1985
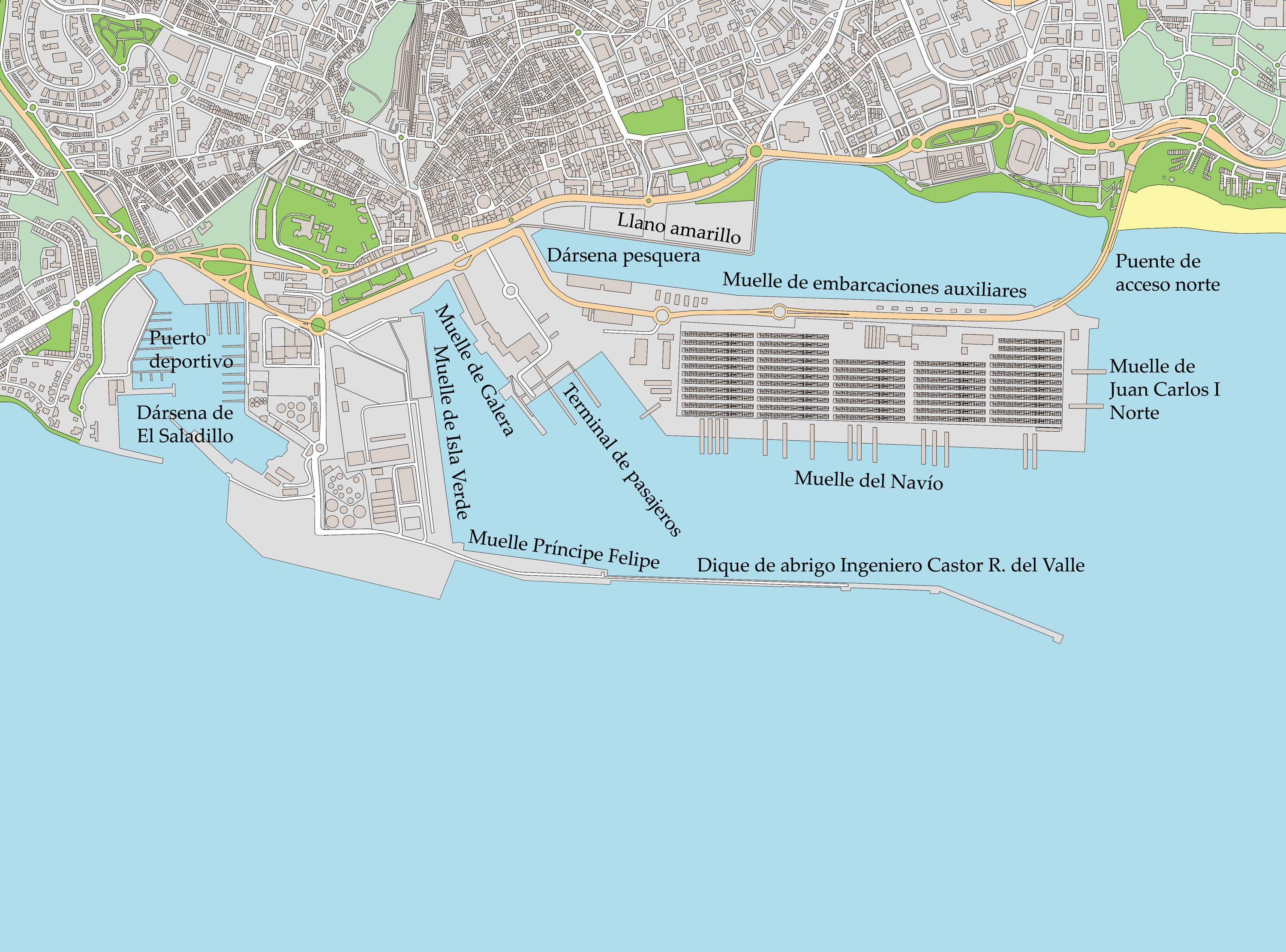
en 2000
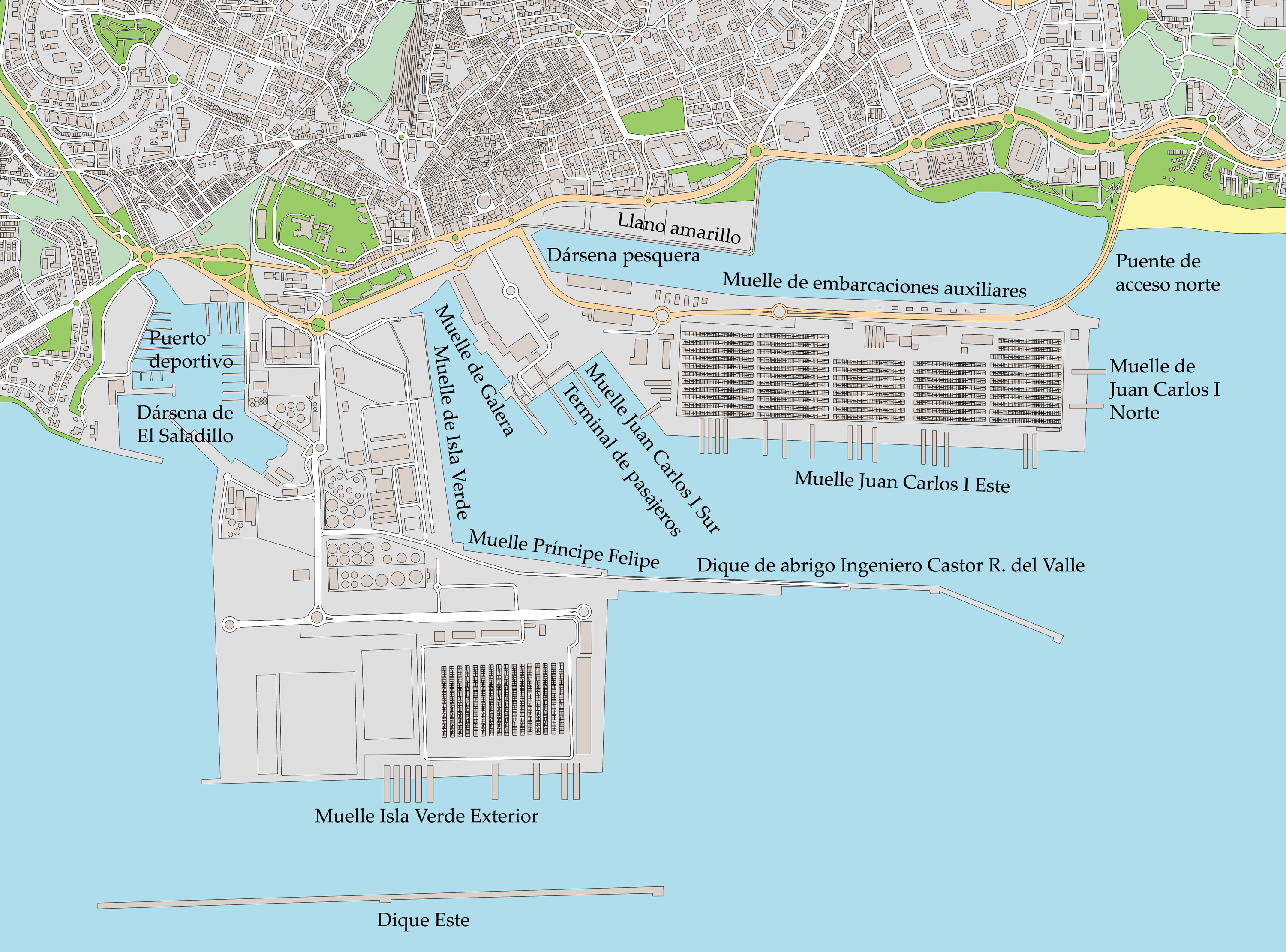
Le port en 2012

## Population et société

### Enseignement

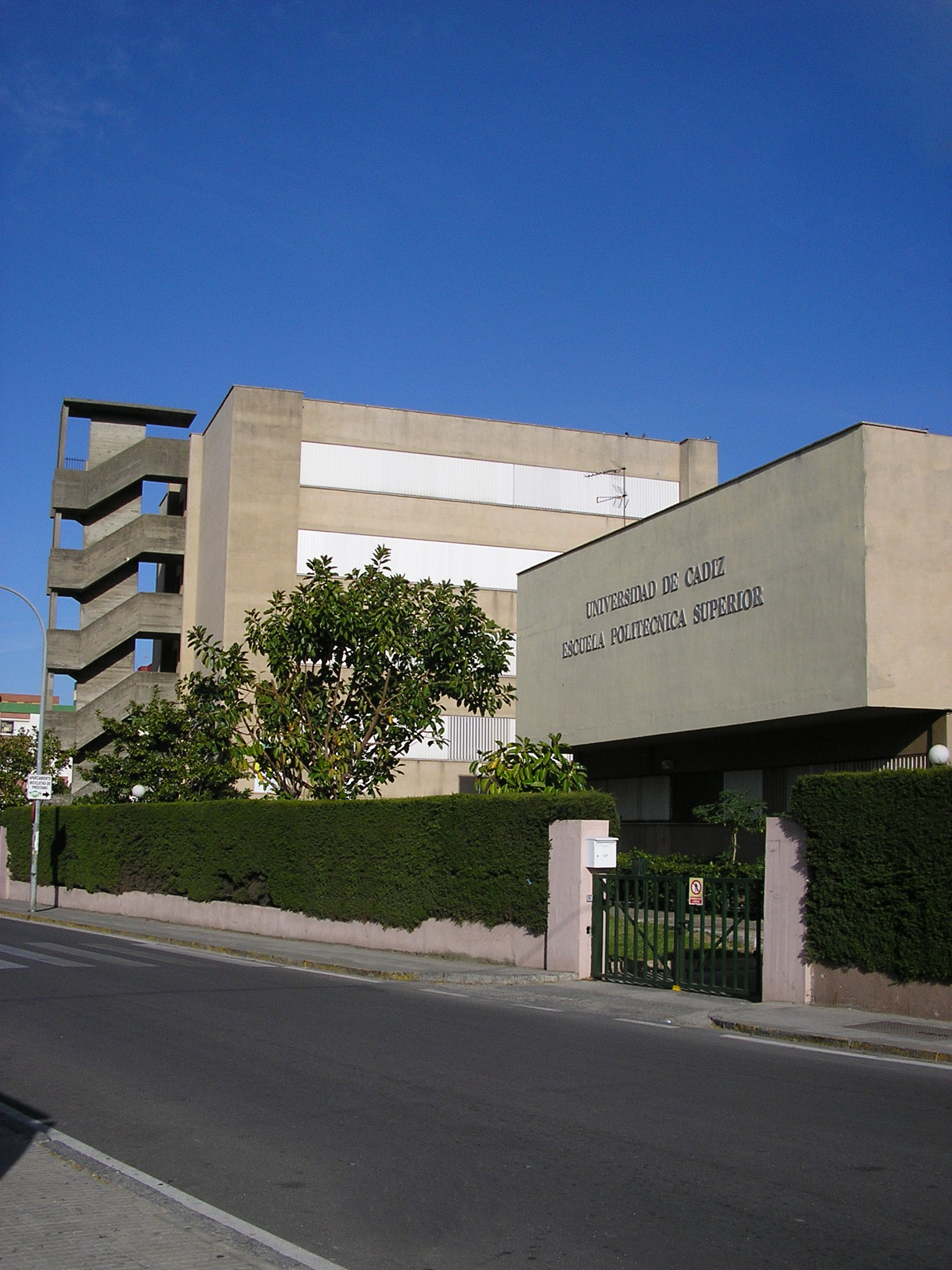
L'école polytechnique supérieur d'Algésiras, rattachée à l'Université de Cadix.

Algésiras dispose de 22 écoles primaires et 13 écoles secondaires.
La ville accueille une antenne de l'université de Cadix (UCA), le Campus « Bahía de Algeciras », où 3 000 étudiants sont inscrits. L'université est répartie entre cette ville, Cadix, Puerto Real et Jerez de la Frontera pour un total de 20 000 étudiants. On y trouve à Algésiras l'école polytechnique supérieur, l'école d'infirmiers et l'école d'études juridiques et économiques.
Algésiras abrite également une école d'art et un conservatoire de musique.

### Santé

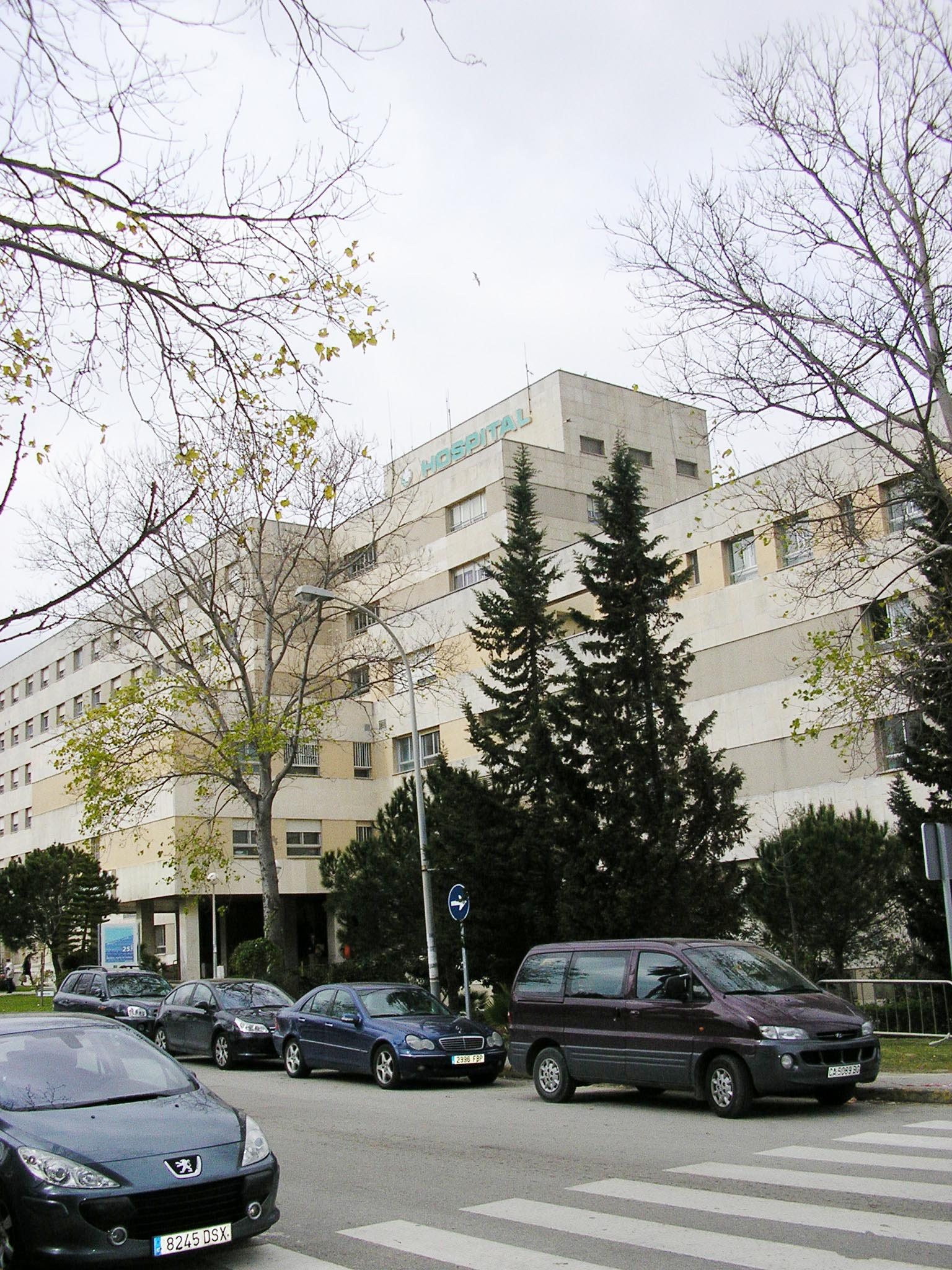
L'hôpital Punta de Europa.

L'hôpital régional Punta de Europa (en français, Pointe de l'Europe) dispose actuellement[Quand ?] de 326 lits, parmi lesquels 296 sont opérationnels et 30 sont réservés. Il abrite une unité d'hospitalisation de santé mentale (bien que les soins pour les malades mentaux sont souvent prodigués dans l'ancien hôpital de la Croix-Rouge, qui possède également une unité de soins médicaux), un service de pédiatrie et une unité de soins palliatifs.

### Sports
- Algeciras BM, club de handball actuellement en Liga ASOBAL
- Algeciras CF, club de football en ligues régionales d'Espagne

### Lieux et monuments
- La Plaza Alta (es) (Grande Place).
- L'Église Nuestra Señora de la Palma.
- La Chapelle de la Charité.
- Le parc Marie-Christine (es).
- Le parc archéologique des murailles mérinides (es).
- Le musée municipal (es).
- Le centre d’interprétation de la culture andalouse (es).
- Les fours romains de Rinconcillo (es).
- Les ruines de la mosquée Aljama (es).
- L'école d'arts (es) et son architecture remarquable.
- Le parc des acacias (es).
- L'Hôtel Sevilla.

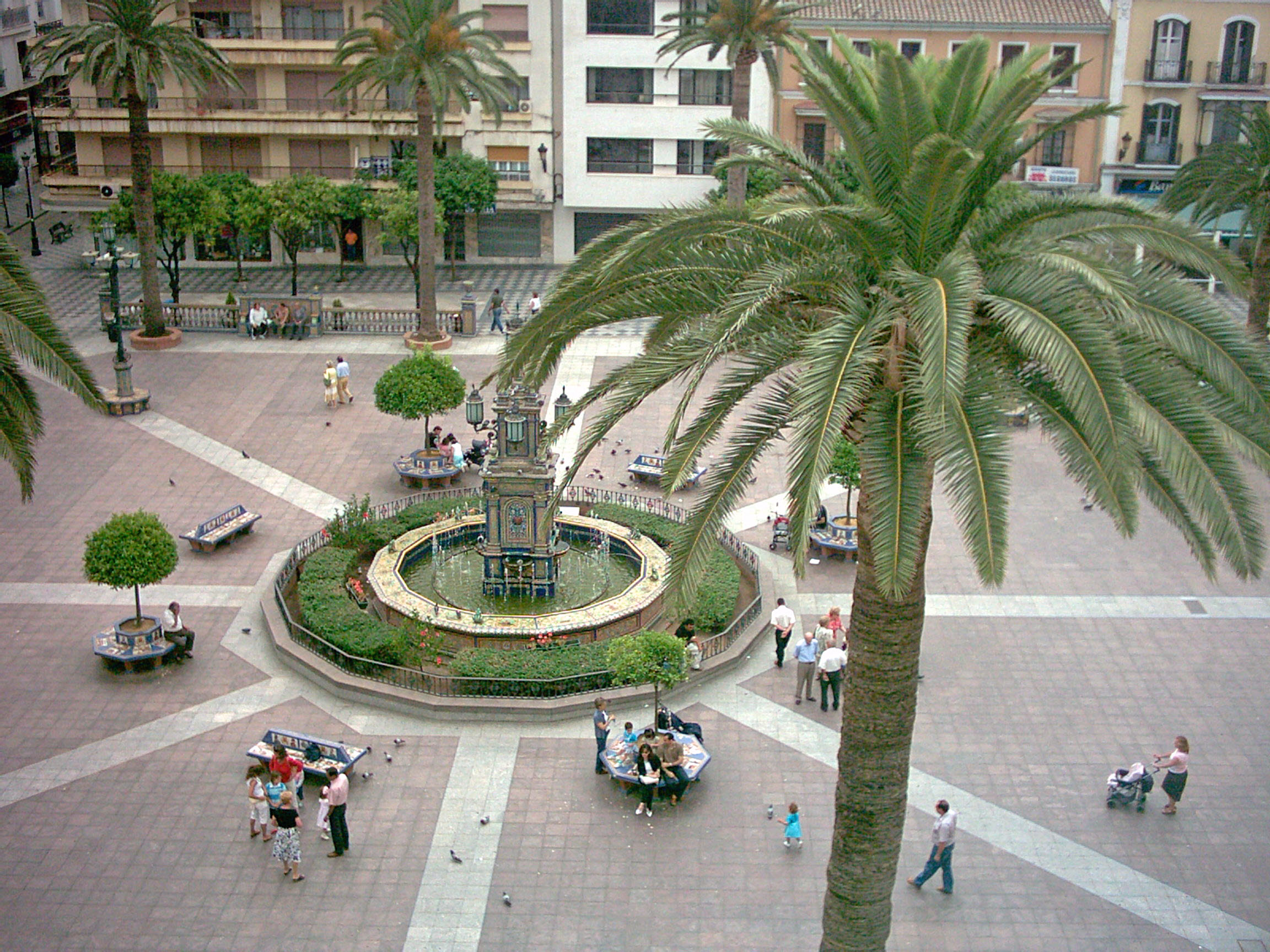
La Plaza Alta
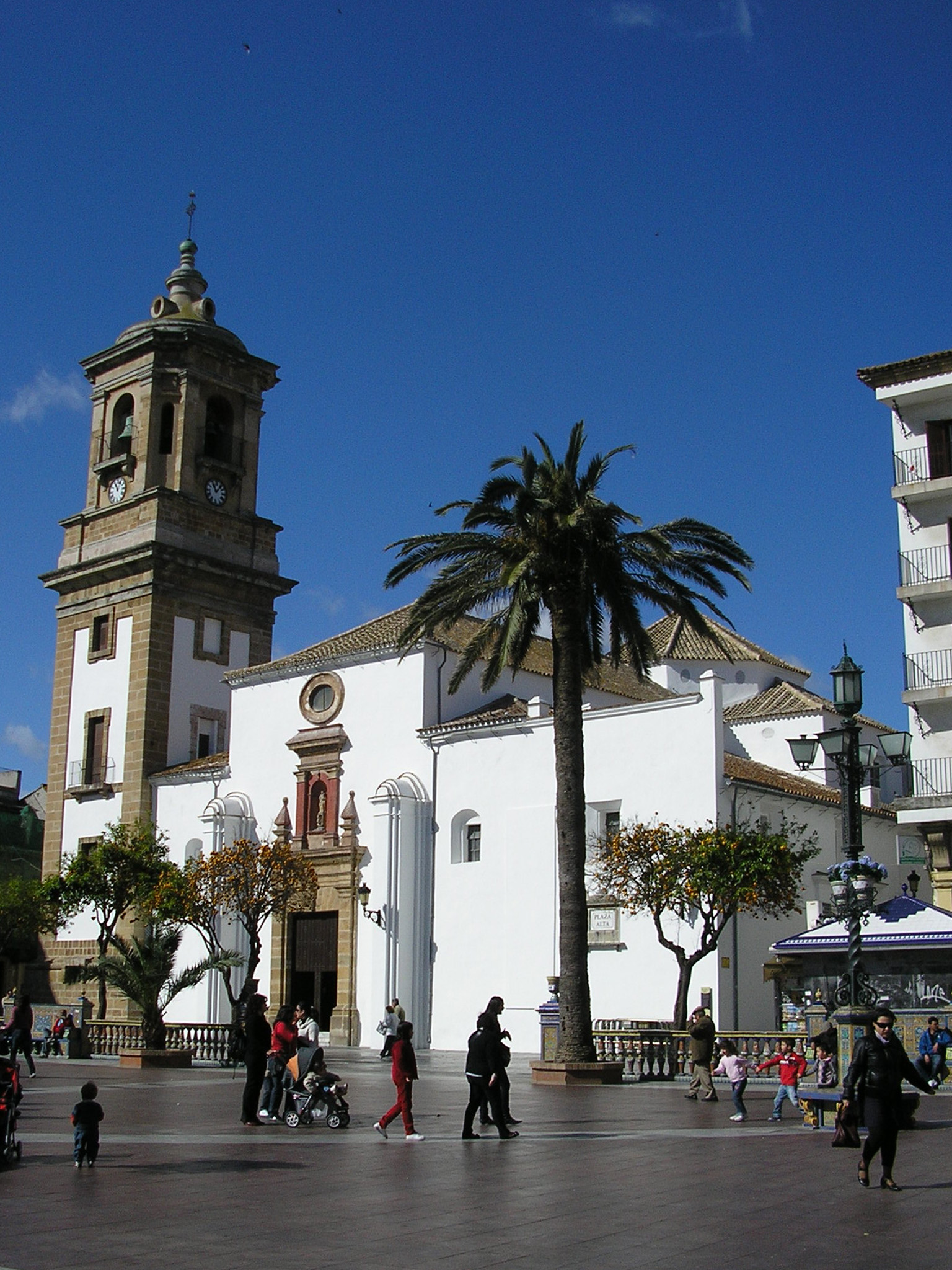
L'église Notre-Dame de la Palma.
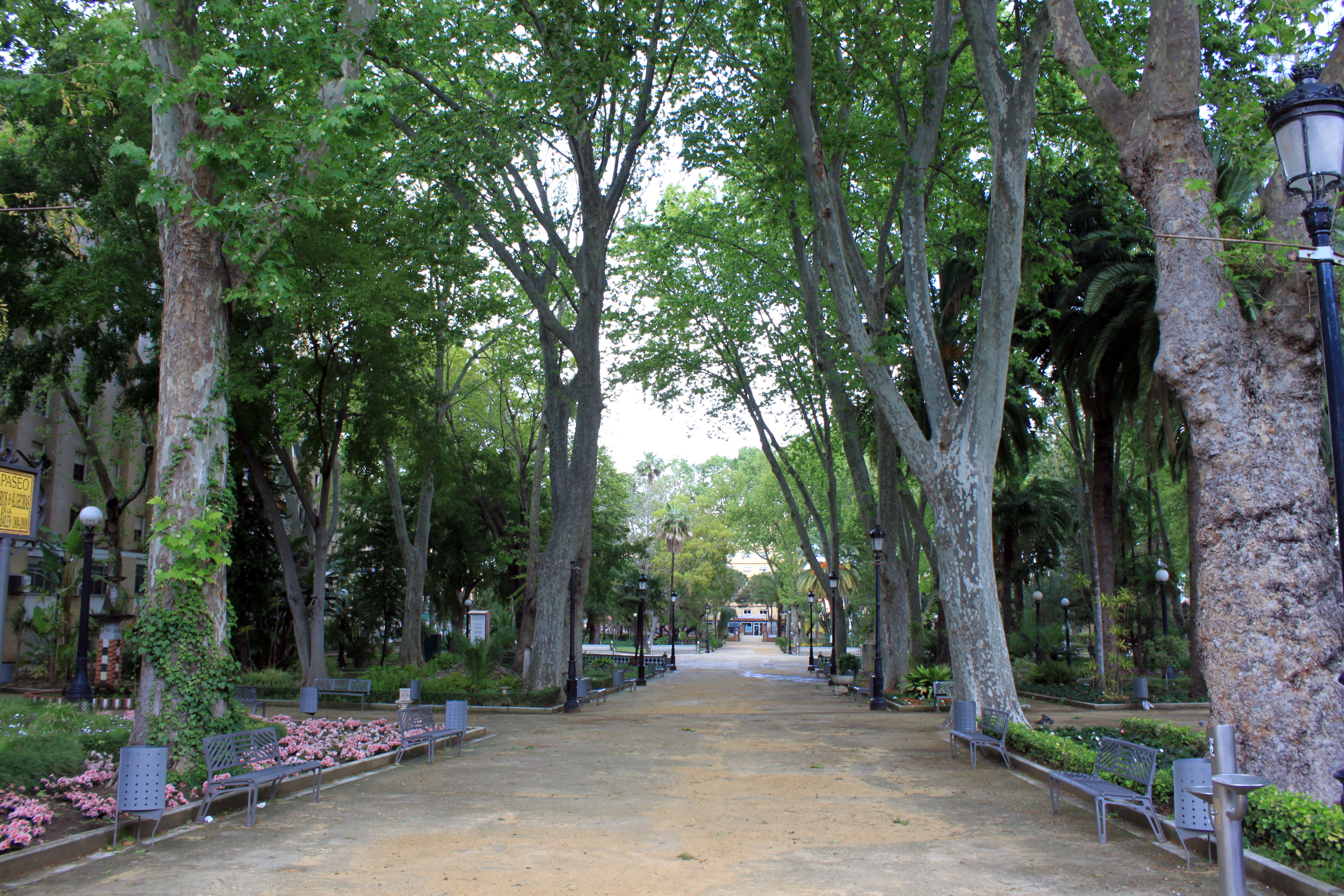
Le parc Marie-Christine.
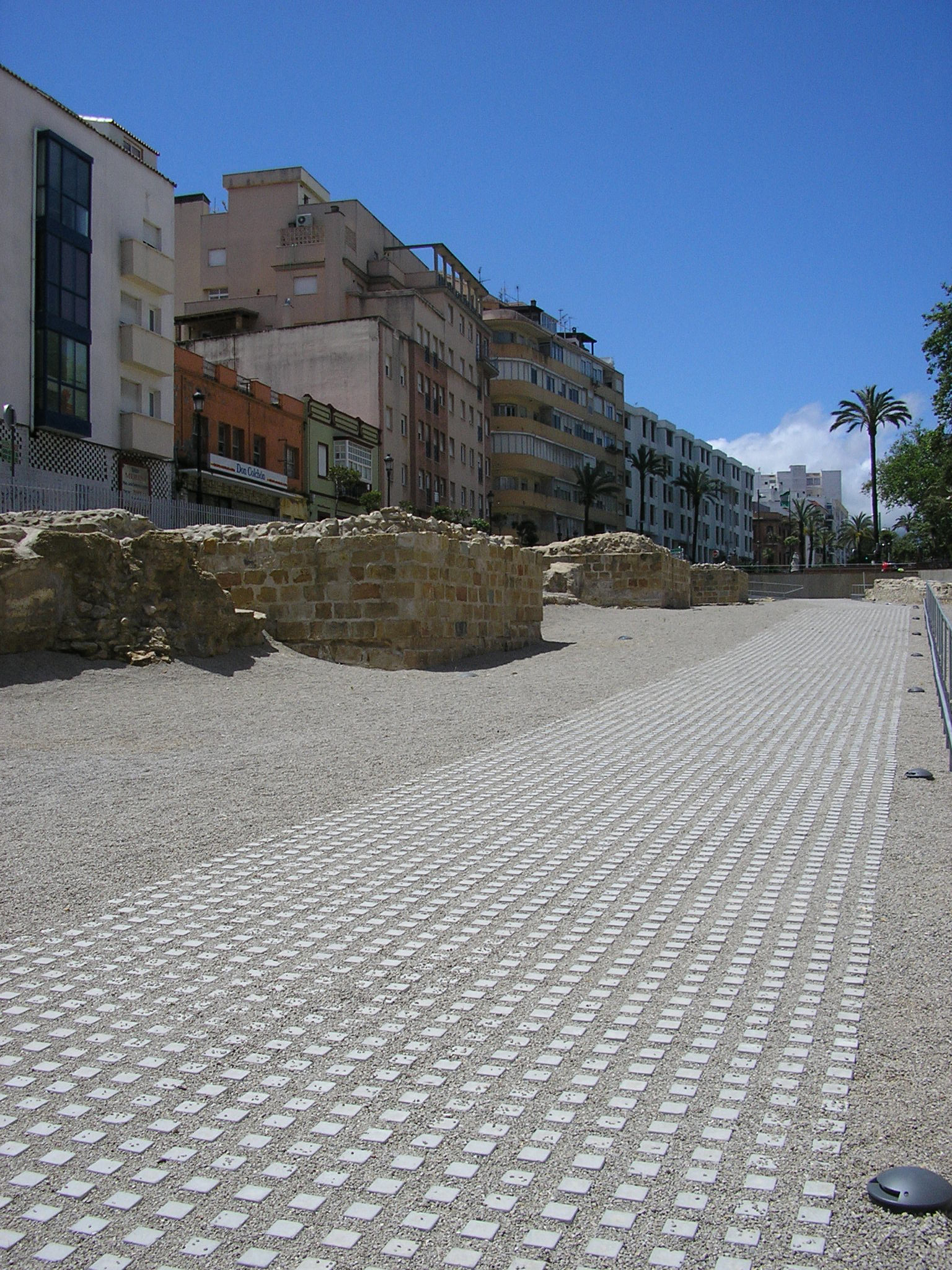
Le parc archéologique des murailles mérinides
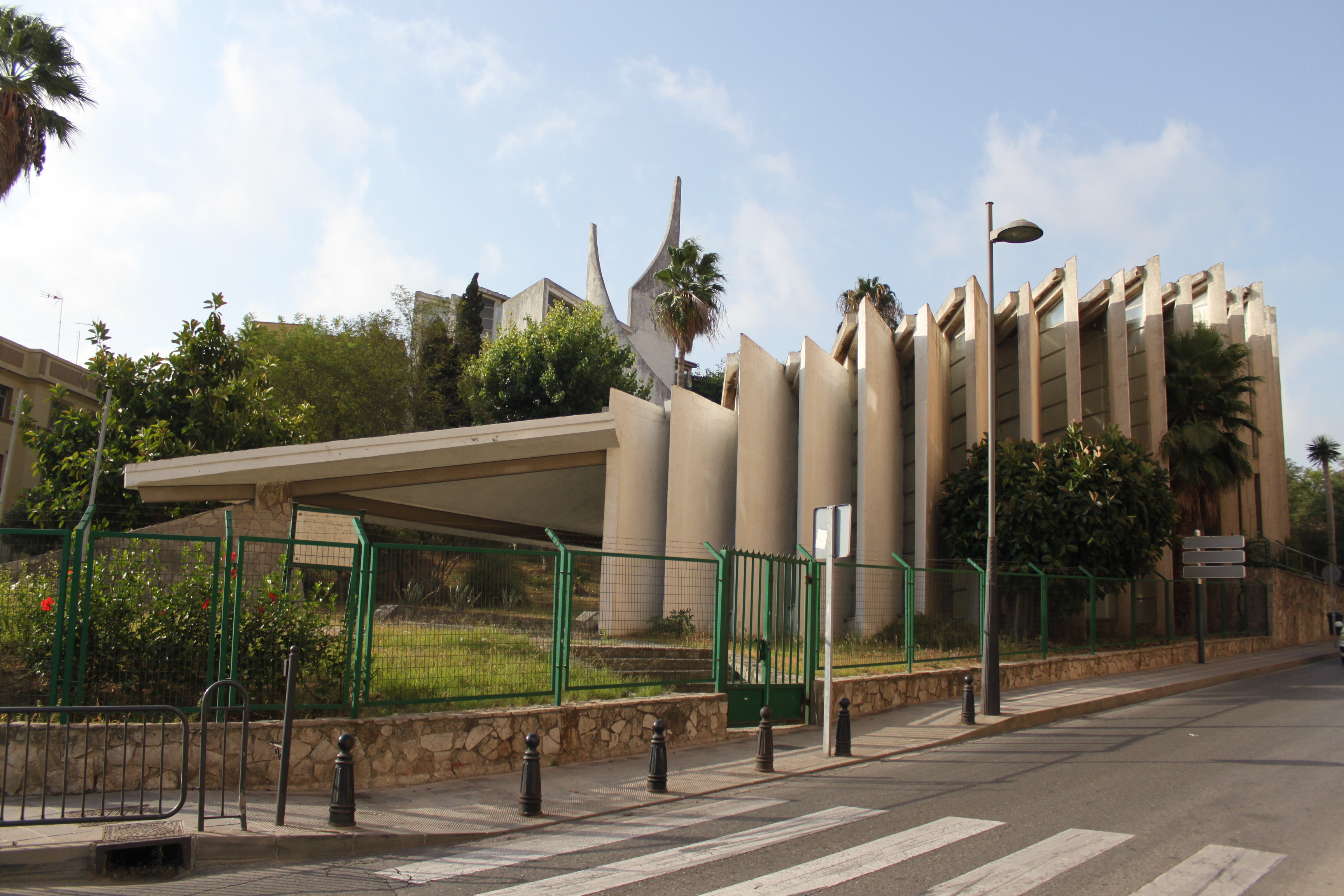
L'école d'arts.

## Personnalités liées à la commune
- Almanzor : chef militaire et vizir du palais du calife omeyyade de Cordoue Hicham II ;
- Adolfo Sánchez Vázquez (1915-2011) : philosophe et universitaire naturalisé mexicain ;
- Ramón Puyol Román (1907-1981), peintre républicain espagnol, auteur de l'affiche "No pasarán", qui a inspiré Dolores Ibárruri pendant ses discours durant la Guerre d'Espagne.
- Pepe de Lucía (1945-) : chanteur de flamenco né à Algésiras ;
- Paco de Lucía (1947-2014) : guitariste flamenco né à Algésiras.
- Álvaro Morte (1975-) : acteur né à Algésiras, jouant le Professeur dans La casa de papel.
- Ramón Sánchez Gómez (1938-2009) plus connu sous le pseudonyme de Ramón de Algeciras : guitariste flamenco né à Algésiras, il est le frère de Paco de Lucia et Pepe de Lucia.